# Balázsolás

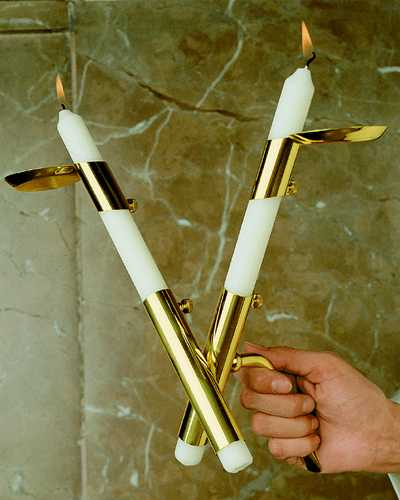
Balázs-áldáshoz használt gyertyapár

A balázsolás, vagy balázsáldás a katolikus egyház egyik áldása.

## Menete
A pap a szentmise vége után két keresztalakba illesztett (vagy összecsavart) gyertyát tart a hívek álla alá, miközben e szavakat mondja:
Szent Balázs püspök és vértanú közbenjárására őrizzen meg téged Isten a torokbajtól és minden más betegségtől. Az Atya, a Fiú és a Szentlélek nevében. Amen.

## Történeti háttere
Ezt a szertartást február 3-án, vagy az azt követő vasárnapon végzi az egyház Szent Balázs püspök és vértanú emlékére, ki Diocletianus és Licinius római császárok idején élt. A legenda szerint szerette az állatokat, azok barlangja köré csoportosultak és áldását várták, valamint védték, őrizték. Egy asszony malacát elvitte egy farkas, de a szent imádságára vissza is vitte. Az asszony hálából gyertyát és ételt vitt a már börtönben levő püspöknek, aki megígérte, hogy mindenkit megáld, aki hasonlóképpen hozzá folyamodik. Több gyógyítást vitt véghez. Egyszer 2 égő gyertyát kereszt alakban egy gyerek álla alá tartva mentett meg, aki a torkában akadt halszálka miatt fuldoklott.
Ha valaki torkán szálka akadt meg, már a 6. században ezt kellett mondani: „Balázs vértanú és Krisztus szolgája mondja: Vagy le, vagy föl!”
Nyugaton is elterjedt tisztelete, majd a 13. században általánossá vált. Akár ember, akár állat betegedett meg, gyertyát áldoztak Szent Balázs tiszteletére. Szent Balázs napján vízszentelés is volt, amely vízzel megszentelték a templom elé hajtott állatokat.

## Néprajzi vonatkozások
Az ünnepnaphoz fűződik a már alig gyakorolt,  a balázsjárásnak nevezett népszokás: jelmezes gyerekek csákóval, süveggel a fejükön járták a falut, diákokat toboroztak és adományokat szedtek, (ami a tanítók, iskolai alkalmazottak jövedelemének kiegészítését szolgálta). Szintén balázsolásként említik azt, mikor a torokfájósokat parázsra vetett alma héjával megfüstölik azért, hogy ezzel a betegséget okozó gonoszt elűzzék.

## Irodalmi megjelenése
Az ünnepről Babits Mihály is írt Balázsolás című versében, gégeműtétje előtt.